# Spilogona tendipes
Spilogona tendipes este o specie de muște din genul Spilogona, familia Muscidae. A fost descrisă pentru prima dată de Malloch în anul 1920.
Este endemică în Northwest Territories. Conform Catalogue of Life specia Spilogona tendipes nu are subspecii cunoscute.